# Kanton Valdoie
Kanton Valdoie (fr. Canton de Valdoie) je francouzský kanton v departementu Territoire de Belfort v regionu Franche-Comté. Skládá se ze tří obcí.

## Obce kantonu
- Cravanche
- Essert
- Valdoie